# Eric Alstrin
Eric Alstrin, född 3 februari 1683 i Stockholm i Sverige, död 4 november 1762 i Strängnäs i Sverige, var en svensk biskop, filosof, teolog och riksdagsman.

## Biografi
Alstrin föddes i Stockholm som son till fil.mag. Lars Alstrin, som senare blev kyrkoherde i Leksands socken, och Christina Ångerman, dotter till Eric Hansson Ångerman av släkten Folcker. Han studerade vid Uppsala universitet och i Tyskland, Holland och England. År 1708 blev han fil.mag. vid Greifswalds universitet, och blev så småningom bibliotekarie vid Uppsala universitetsbibliotek. 1719 utnämndes han till akademisekreterare, och några år därefter till professor i logik och metafysik.
År 1727 lät han prästviga sig, och efterträdde senare sin far som kyrkoherde i Leksand. Han disputerade i teologi 1732. År 1742 utsågs han till biskop av Växjö stift, och 1748 till biskop av Strängnäs stift. Han var då redan en uppburen riksdagsman och företrädare för Mösspartiet.
Som filosof var Alstrin en eklektiker, med idéer hämtade från Leibniz och Christian von Wolff; den senare spelade dock den avgörande rollen för honom, och han räknas som den som förde wolffianismen till Sverige. Han sökte med Wolffs teorier förena uppenbarelseteologin med den naturliga teologin.
Han gifte sig med Margareta Asp, dotter till biskop Petrus Jonæ Asp och Elisabet Steuch. Deras barn adlades med namnet von Alstrin. En dotter var mor till Erik Bergstedt.